# جولة ستارز دانس

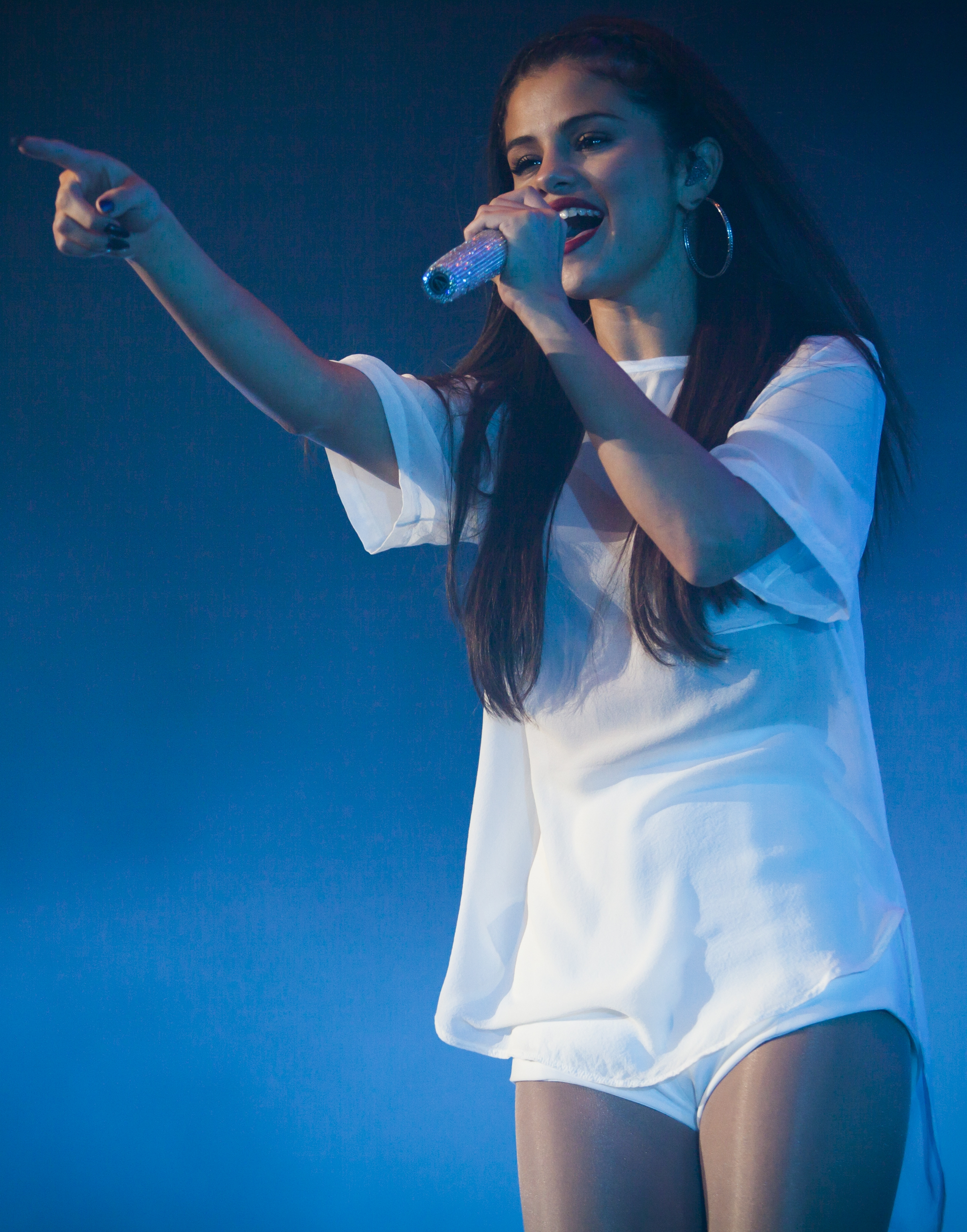

جولة ستارز دانس (بالإنجليزية: The Stars Dance Tour) هي أول جولة موسيقية للمغنية الأمريكية سيلينا غوميز للترويج لأول ألبوم لها منفرد لها "Stars Dance" عام 2013، قامت غوميز بأداء أغاني من ألبومها الفردي لأول مرة، وكذلك إصداراتها مع سيلينا غوميز آند ذا سين بدأت الجولة في 14 أغسطس 2013 واستمرت حتى 9 مارس 2014 , وهي بمثابة الجولة الأولى من في حياة غوميز المهنية، حيث زأرت أوروبا ودبي والكثير من الدول الأخرى، تم إلغاء جولة ستارز دانس في آسيا وأستراليا بسبب تشخيص سيلينا غوميز للوبوس في عام 2013، وهو مرض المناعة الذاتية الذي يؤدي إلى ارتفاع القلق والاكتئاب